# Josef Pindor
Josef Pindor též Józef Pindór či Josip Pindor (10. srpna 1864, Horní Líštná – 8. dubna 1919, Těšín) byl evangelický duchovní a spisovatel.
Působil ve Znojmě, Osijeku a v Třinci. V Třinci se zasloužil o zřízení evangelického sirotčince.
Plodem jeho historických bádání o dějinách jihoslovanských protestantů jsou práce „Die evangelische Kirche Kroatien – Slavonien im Vergangenheit und Gegenwart”, „Die protestantische Literatur der Südslavien im XVI Jahrhundert” a „Die Geschichte der Reformation in Chorvatien und Slavonien”. Je rovněž autorem chorvatské příručky pro výuku náboženství „Biblijska povjesnica za evangeličku mladež”.
Evangelickým pastorem byl i Josefův bratr Jan.